# Hans Meulengracht-Madsen
Hans Meulengracht-Madsen (Vejle, Syddanmark, 9 de setembre de 1885 - Gentofte, Hovedstaden, 7 d'octubre de 1966) va ser un regatista danès que va competir a començaments del segle xx. Era germà dels també medallistes olímpics Svend i Vigo Meulengracht-Madsen.
El 1912 va prendre part en els Jocs Olímpics d'Estocolm, on va guanyar la medalla de plata en la categoria de 6 metres del programa de vela. Meulengracht-Madsen navegà a bord del Nurdug II junt a Steen Herschend i Sven Thomsen.